# Антохарисы
Антохарисы или зорьки (лат. Anthocharis) — род чешуекрылых из семейства белянок и подсемейства Pierinae.

## Описание
Бабочки мелких (в основном в Палеарктике) и средних размеров, как правило, светло окрашенные. Представители рода с явно выраженным половым диморфизмом — у самцов передние крылья с оранжевым пятном у вершины, которое изнутри не ограничено чёрным. Жилки R1, R2 не ветвятся; жилки R3, R4, R5 и М1 имеют общий ствол. К костальному краю переднего крыла выходят первых три жилки (R1, R2, R3); R4 выходит к вершине, а R5 и М1 — к внешнему краю. Усики с головчатой булавой.

## Систематика и ареалы видов
Голарктический род. В состав рода входят:
- Зорька (Anthocharis cardamines) (Linnaeus, 1758) — Европа, Умеренная зона Азии, Китай и Япония
- Anthocharis belia (Linnaeus, 1767) — Тунис, Алжир, Марокко
- Anthocharis euphenoides Staudinger, 1869 — Южная Европа
- Anthocharis bieti (Oberthür, 1884) — Тибет и Китай
- Anthocharis scolymus Butler, 1866 — восток Китай, Корея, Уссури и Япония
- Anthocharis damone Boisduval, 1836 — Южная Европа
- Anthocharis gruneri Herrich-Schäffer, 1851 — Греция, Закав азье, Малая Азия, Сирия, Иран и Ирак
- Anthocharis cethura C. & R. Felder, 1865 — штаты США: Калифорния, Невада, Аризона
- Anthocharis sara Lucas, 1852 — вся западная часть Соединённых Штатов
- Anthocharis stella Edwards, 1879
- Anthocharis taipaichana Verity, 1911
- Anthocharis thibetana Oberthür, 1886
- Anthocharis bambusarum Oberthür — Китай
- Anthocharis midea (Hübner, [1809]) — восточная часть США
- Anthocharis lanceolata Lucas, 1852 — Калифорния
- Anthocharis limonea (Butler, 1871) — Мексика